# Pilgårdsstenen
Pilgårdsstenen G 280 är en runsten från Pilgårds i Boge socken på Gotland. Den påträffades ursprungligen innanför Bogeviken, en på vikingatiden mycket betydande hamnplats nära Slite utmed gotländska ostkusten. 
Stenen är 60 cm hög och har på stilistiska grunder daterats till 900-talet. 
Det på runstenen omnämnda ortnamnet Aifur anses vara synonymt med forsen Aeiphor, som är nämnd av kejsar Konstantin VII Porfyrogennetos i hans "De administrando imperio".
Stenen förvaras nu i Gotlands fornsal i Visby.

## Inskriften
Följande är en trovärdig tolkning av den svårtydda ristningen:
Translitterering av runraden:
biarfaa : statu : sis[o] stain 
 hakbiarn :  bruþr  
 ruþuisl : austain : imuar 
 is af[a] : st[ai]n[a] : stata : aft : raf[a] 
 su[þ] furi : ru[f]staini : kuamu 
 uit i aifur : uifil 
 [ba]uþ [u͡m]
Normalisering till runsvenska:
Biartfann staddu þis[o](?) stæin Hægbiorn [ok] brøðr [hans] Roðvisl, Øystæinn, -muar, es hafa stæin[a] stadda aft Rafn suðr fyriʀ Ru[f]stæini. Kvamu vitt i Æifur. Vifill bauð ...
Översättning till nusvenska:
Bjärt målad uppställde denna sten
 Hegbjarn och hans bröder
 Rodvisl, Oystain och Edmund
 som hava uppställt stenar till minne av Ravn
 söder om Rufstain. De kommo
 långt i Aifur. Vivil
 befallde